# Arquitectura high-tech

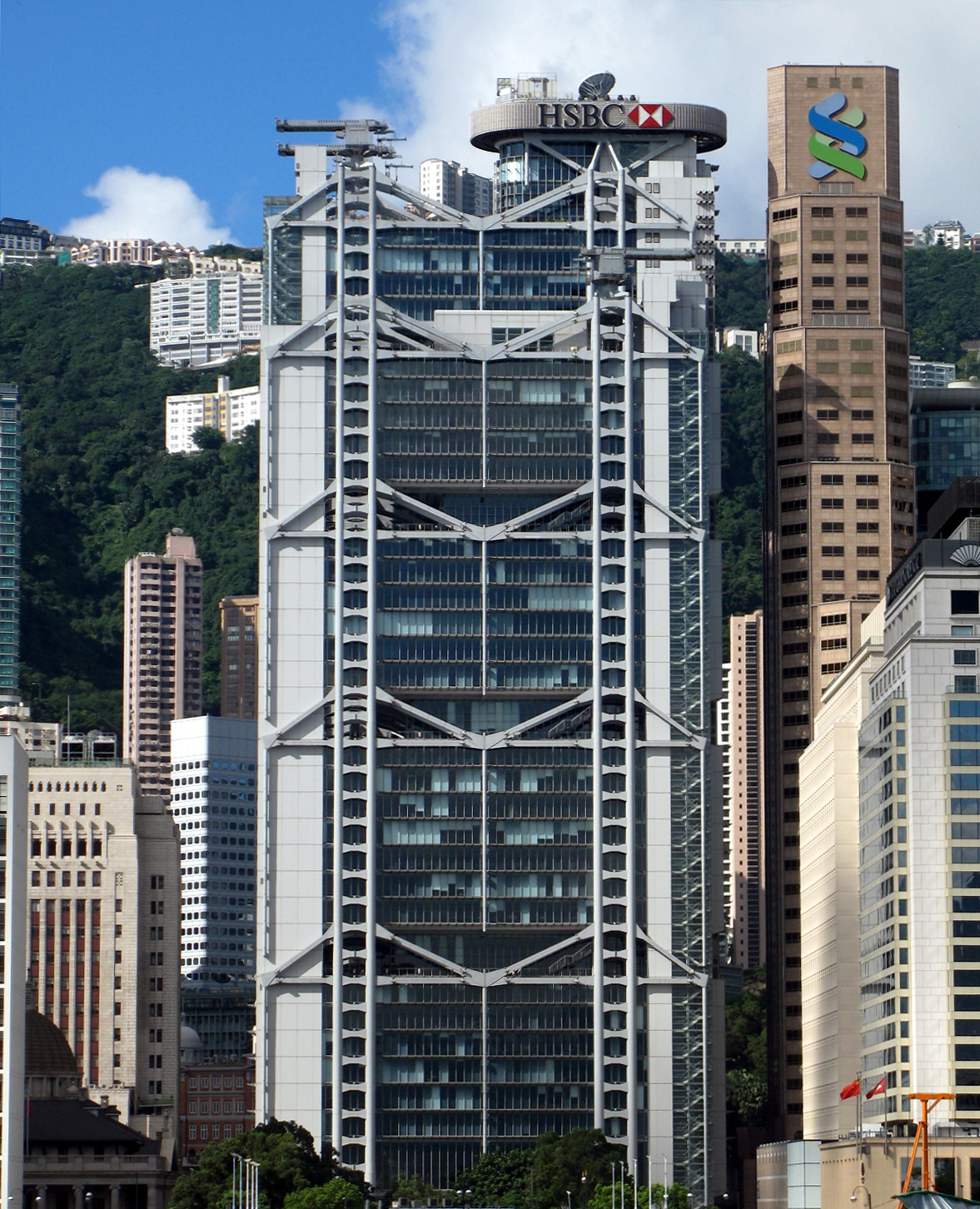
Sede central de HSBC en Hong Kong, de Norman Foster, inaugurado en 1985.

La arquitectura de alta tecnología o high-tech es un estilo arquitectónico que se desarrolló durante los años setenta. Toma su nombre del libro The Industrial Style and Source Book for The Home, publicado en 1978 por Joan Kron y Suzanne Slesin. El libro muestra abundantes ejemplos de obras donde priman los materiales industrializados particularmente utilizados en techos, pisos y muros.
Otro término utilizado para identificar este estilo es el de Tardo Modernismo, de cualquier forma, inicialmente la arquitectura High Tech implicó una revitalización del Movimiento Moderno; un desarrollo natural de las ideas precedentes pero apoyado en la innovación y la tecnología. Este período hace de puente entre el Movimiento Moderno y el Postmodernismo; se insinúa en uno de esos períodos grises donde no hay un límite claro entre el fin de un período y el inicio de otro. Podría decirse que se retoma un estilo que agonizaba como el Movimiento Moderno, se lo reinterpreta a partir de darle una fuerte imagen tecnológica y se lo lanza persistiendo hasta el presente.
Había una desilusión creciente en la arquitectura moderna sobre el progreso y evolución de dicho estilo. La concreción de los proyectos de desarrollo urbano propuestos por Le Corbusier, condujo a una ciudad terriblemente monótona. Más cuando eran realizados en forma estandarizada. El entusiasmo por la construcción de edificios económicos condujo a la concreción de edificios con calidad de terminaciones extremadamente bajas. Muchos de los barrios residenciales diseñados degeneraron en sitios donde reinaba la disgregación social, la violencia y la delincuencia a lo largo del mundo. Como consecuencia la gente se desilusiona respecto de la imagen de progreso que se le proponía y en el mundo occidental comenzó a reconocerse el error que se había cometido.
Tomó además elementos del movimiento metabolista de la década de 1960, donde la tecnología llegaba al extremo de imaginar edificios y ciudades de ciencia ficción. En estas ideas destacaron el grupo Archigram y arquitectos japoneses enrolados en el metabolismo, como Kenzō Tange, Kiyonori Kikutake, Kishō Kurokawa y otros. Esto era de esperarse ya que los edificios modernos eran muy blandos y flexibles y la novedad de su aspecto estético se había adoptado. El high-tech es una respuesta a esto y crea una estética muy nueva: glorificando la fascinación por la continua innovación tecnológica.

## Objetivos

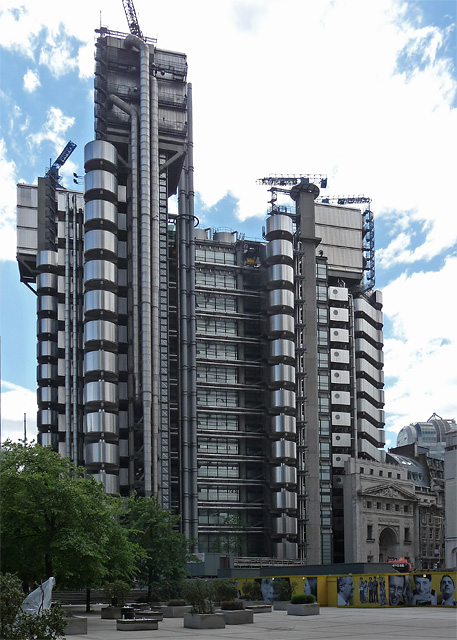
Edificio Lloyd's en Londres, de Richard Rogers, inaugurado en 1986.

La arquitectura High Tech se basa en muchos temas propios de la Arquitectura Moderna, de los cuales se apropió reelaborando y desarrollando sobre la base de las últimas tendencias. Los objetivos principales de la arquitectura High Tech consiste en un juego creativo de crear cualquier cosa nueva evidenciando la complejidad de la técnica.
La arquitectura moderna se esforzó en rebelarse contra los cánones establecidos para crear una nueva estética. La arquitectura High Tech continúa esa actitud de rebeldía. En el libro: "High-Tech: The Industrial Style and Source Book for The Home", Joan Kron y Suzanne Slesin discuten acerca de la estética High Tech, donde utilizan expresiones enfáticas como "...your parents might find insulting..." (NDT: es probable que tus padres lo encuentren insultante). Este espíritu demuestra adecuadamente la actitud rebelde.
Kron y Slesin fueron mucho más adelante (cuando acuñaron el nombre del movimiento en el libro) explicando el término High Tech como aquel utilizado en los círculos arquitectónicos para describir un número siempre mayor de viviendas y edificios públicos con aspecto crudamente tecnológico (NDT: "nuts-and-bolts-exposed-pipes technological look").
De todas formas High Tech ha sido un referente en la actual arquitectura moderna, como es el ejemplo de la torre Agbar en Barcelona.

## Características

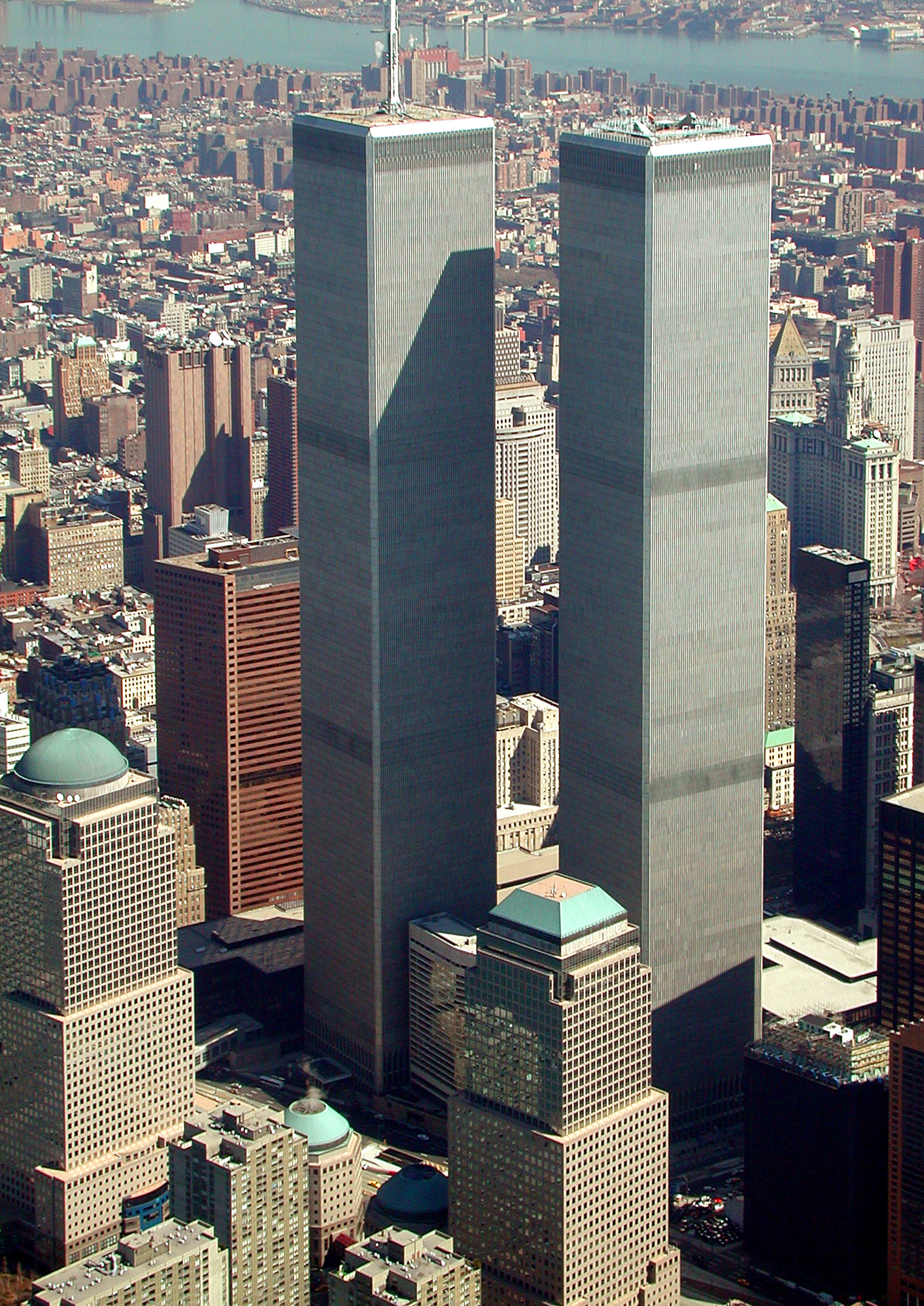
El World Trade Center original de Nueva York, por Minoru Yamasaki. Las Torres Gemelas tenían plantas completamente abiertas, sin columnas internas.

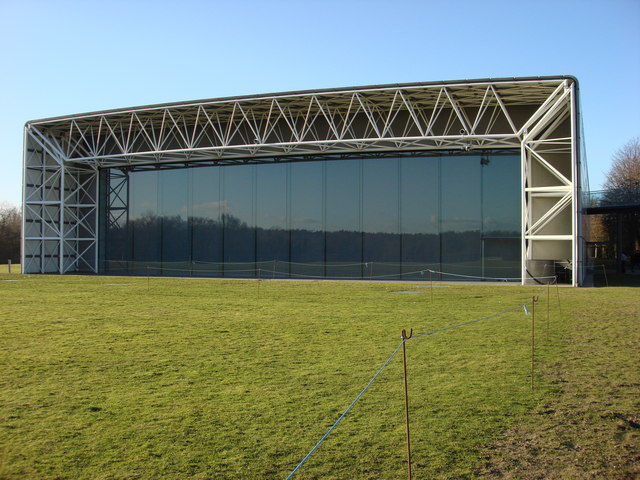
Sainsbury Centre for Visual Arts en Norwich, por Foster and Associates

Las características principales de la arquitectura High Tech son muy variadas, incluyendo la exposición de componentes técnicos y funcionales de la construcción, una disposición relativamente ordenada y un uso frecuente de componentes prefabricados. Las paredes de vidrio y las estructuras de acero son muy populares en este estilo. Estas características unidas, generaron una estética industrial. La técnica, en algunos aspectos, implicó la base del fundamento estético de las construcciones.
En lo que respecta al diseño interior había una preferencia por utilizar objetos familiares a la industria; por ejemplo: recipientes usados en la industria química como jarrones para flores. Esto porque el objetivo era el uso de la estética industrial. Objetivo que brindara a la gente una familiaridad entre el espacio de trabajo industrial y el lugar donde viviría o se entretendría. El movimiento buscó dar a todo una apariencia industrial.
Es importante remarcar que los elementos técnicos mostrados para generar la estética industrial no eran solamente a los fines estéticos sino a los funcionales. Responden a una exigencia proyectual resolviendo problemas de diseño. Son solamente funciones, aquellas que eran reelaboraciones del funcionalismo del Movimiento Moderno. Todavía los elementos industriales mantienen en parte una apariencia y un objetivo funcional.

## Función
Previo al Movimiento Moderno las funciones del edificio se encontraban ocultas y a posteriori se destacaban formalmente las funciones y usos y se priorizaba la flexibilidad. Esta flexibilidad significa que el edificio debe ser un catalizador de actividades y los servicios técnicos deben ser propuestos y estar claramente definidos. El Centro Pompidou en París de Piano & Rogers es un ejemplo completo del estilo High Tech. La estructura portante, los conductos de ventilación y aire acondicionado, la escalera mecánica, los transformadores; todo a la vista. En su momento fue completamente revolucionario, ya que los conductos de ventilación que precedentemente estaban ocultos ahora están a la vista. 
Otro aspecto de la arquitectura High Tech es la renovada confianza en que con tecnología se podía mejorar al mundo. Esto es particularmente evidente en el proyecto de construcciones técnicamente sofisticadas de Kenzō Tange realizadas y/o proyectadas en Japón durante el boom edilicio de los años sesenta. Pocos de esos proyectos fueron realmente transformados en edificios.
En los años ochenta la High Tech evoluciona formalmente hasta hacerla difícil de distinguir del resto de la arquitectura postmoderna. Muchos de sus temas e ideas fueron absorbidos en el lenguaje de las otras corrientes arquitectónicas postmodernas y la distinción cesó.
Los edificios fueron construidos principalmente en Europa y Norteamérica. Después de la destrucción de muchos edificios significativos en Europa durante la Segunda Guerra Mundial, reconstruirlos era muy problemático. Los arquitectos debieron decidir si replicar los modelos históricos o sustituirlos con materiales modernos y nueva estética. 
La innovación científica y tecnológica en los años setenta provocaron un gran impacto en la sociedad. Sobreexcitados por la carrera espacial y la llegada del hombre a la luna por Neil Armstrong en 1969, junto a la exasperante innovación de la tecnología militar. Estos desarrollos insinuaron en la mente de las personas que todo podría ser solucionado con el avance y desarrollo tecnológico. Los instrumentos tecnológicos comenzaron a ser comunes para toda la sociedad y esto generó una aceptación de optar por instalaciones, estructuras portantes y cubiertas a la vista. Estas construcciones High Tech fueron cada día más visibles para el hombre medio. Este desarrolló un amor por la tecnología mostrada por la Arquitectura High Tech.

## Evolución
Con la crisis del petróleo de 1973, muchos de estos edificios se volvieron imposibles de mantener por el alto uso de materiales metálicos y vidrio que no solo implicaron en un veloz envejecimiento sino en un enorme gasto energético. El Centro Pompidou que fuera reconocido como un exponente de la nueva tendencia rápidamente mutó en el ejemplo de lo que no debía hacerse. Los principales hacedores del High Tech son Foster , Rogers, Piano, Thomas Herzog, Francoise-Hélène Jourda y Gilles Perroudin decidieron refundar el High Tech para hacer frente a los nuevos problemas que comenzaron a agobiar a la humanidad a principios de los 90. Para esto en 1993 durante la Conferencia Internacional de Florencia sobre la energía solar en la arquitectura y el urbanismo fundan el grupo READ que recibe apoyo de la Comunidad Europea.
Entre los fines de READ se encontraba la profundización del uso de las energías renovables en la construcción. Así comienzan a proponerse ideas proyecto más amigables con el medio ambiente donde entre los primeros exponentes de lo que hoy se denomina Arquitectura sustentable fueron el edificio Commerzbank en Fráncfort del Meno de Foster y el Centro Cultural Mont Cenis de Jourda & Perraudin hacia fines de los 90. Estos fueron considerados los primeros Eco-tech como evolución del movimiento High-tech en lo que actualmente se denomina Arquitectura sustentable.